# Anna Iwaszkiewicz (pisarka)
Anna Iwaszkiewicz z domu Lilpop, ps. Adam Podkowiński (ur. 17 grudnia 1897 w Brwinowie, zm. 23 grudnia 1979 w Stawisku) – polska pisarka i tłumaczka literacka; żona Jarosława Iwaszkiewicza.

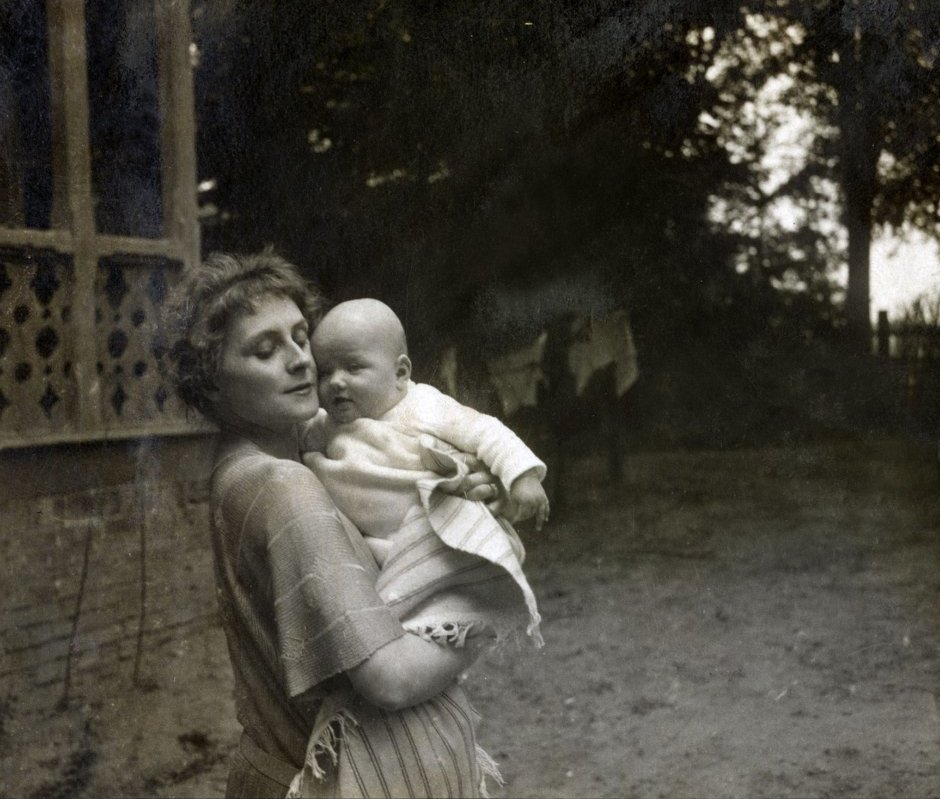
Anna Iwaszkiewicz z córką (1924)

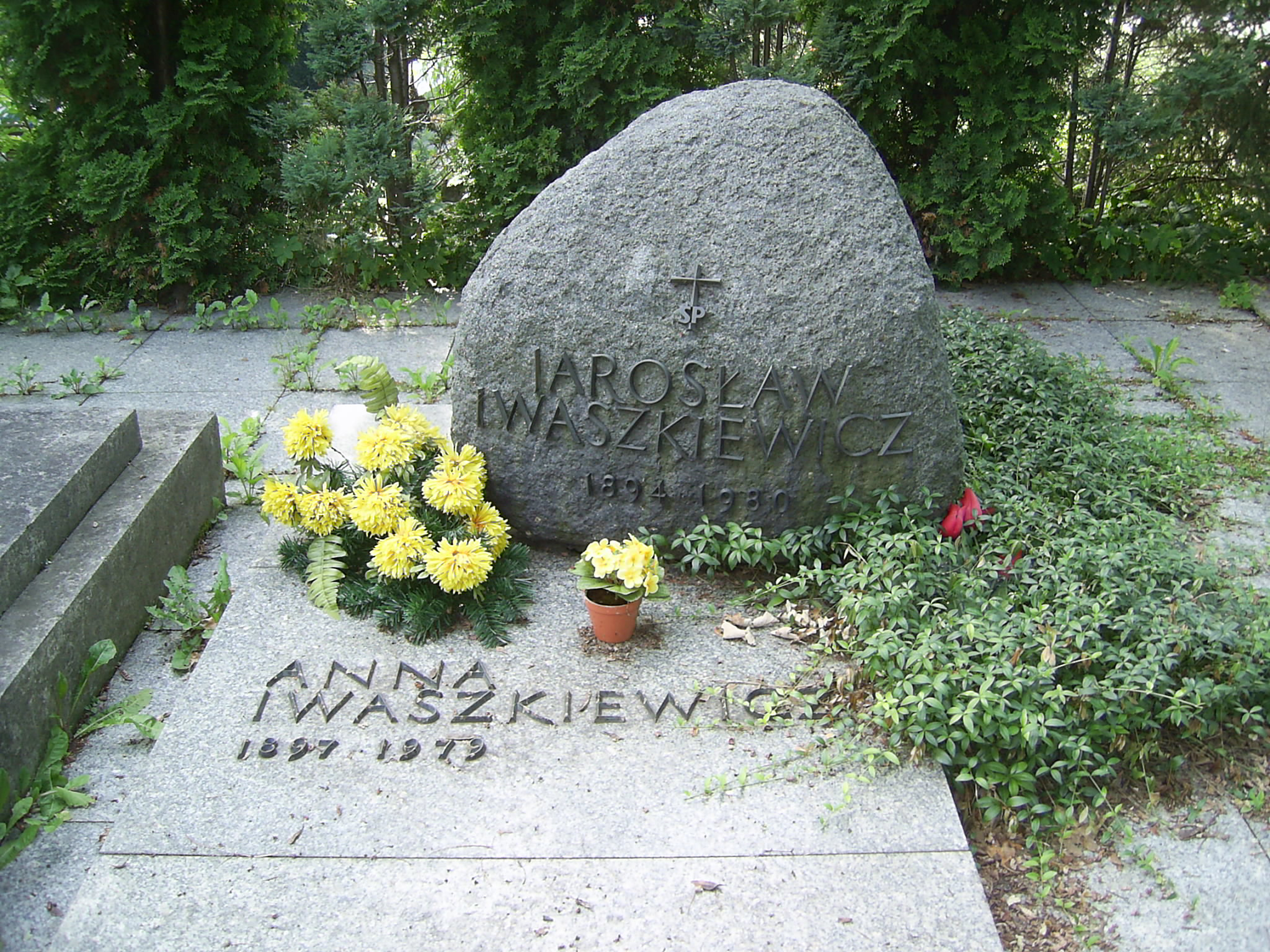
Grób Iwaszkiewiczów na cmentarzu w Brwinowie (2009)

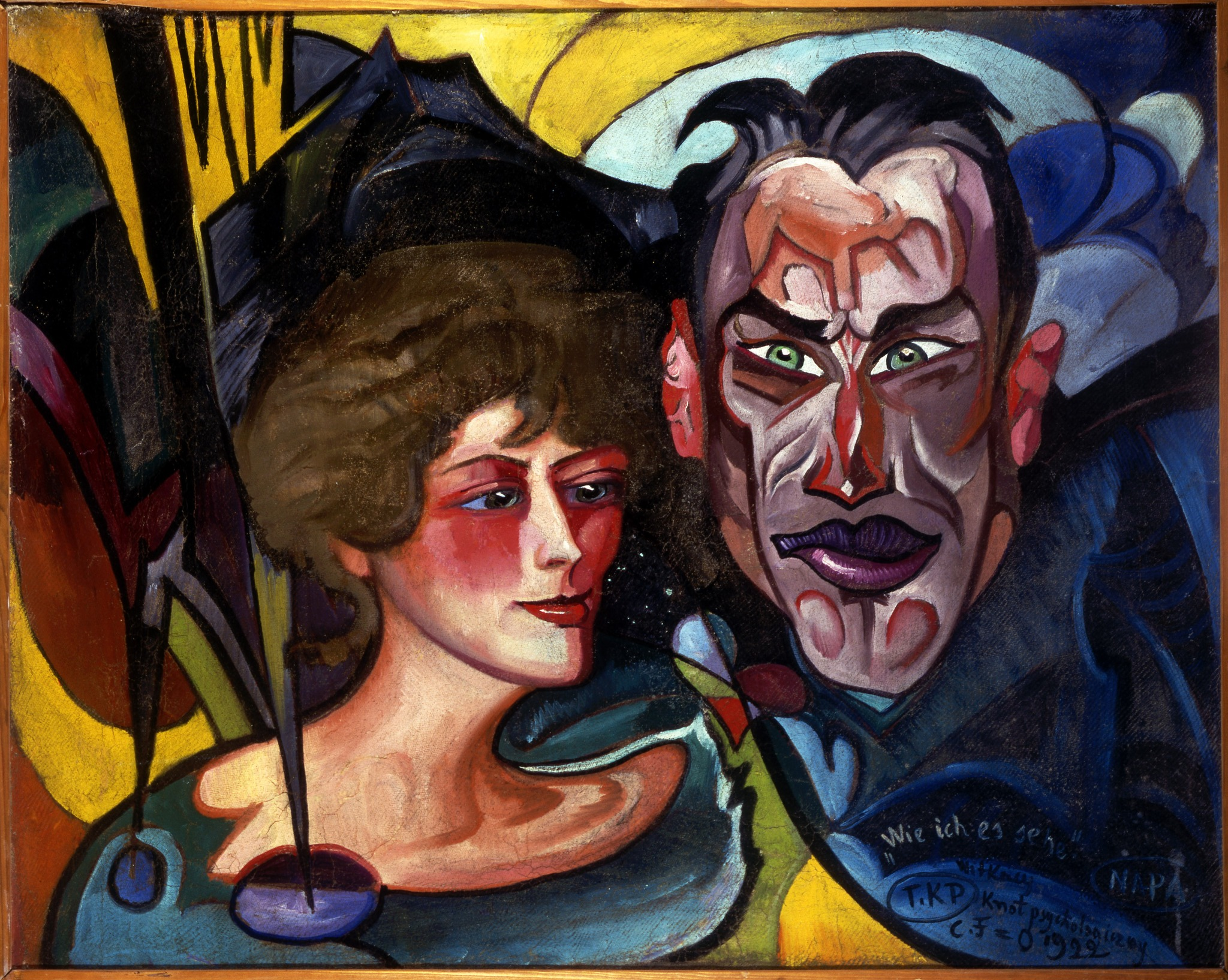
Stanisław Ignacy Witkiewicz, Portret Anny i Jarosława Iwaszkiewiczów

## Życiorys
Była córką bogatego przemysłowca Stanisława Wilhelma Lilpopa. Gdy miała 4 lata, jej matka Jadwiga ze Stankiewiczów porzuciła męża i rodzinę dla pianisty Józefa Śliwińskiego. Od tej pory wychowywał ją ojciec i ciotka Aniela z Lilpopów Pilawitzowa, a matce zabroniono kontaktów z córką. Od 1915 do 1918 przebywała z ojcem w Rosji (Moskwa i Kijów). Ten pobyt przyczynił się do ukształtowania jej talentu literackiego: studiowała w moskiewskiej Wszechnicy Polskiej, uczyła się języków obcych, interesowała muzyką i teatrem. W Rosji zapoznała się z twórczością Skriabina, który stał się jej ulubionym kompozytorem i którego muzykę propagowała w Polsce, m.in. organizując koncerty muzyki Skriabina w Warszawie.
12 września 1922, przezwyciężając początkowy opór ojca, poślubiła Jarosława Iwaszkiewicza (wówczas początkującego poetę). Dla Iwaszkiewicza zerwała kilkuletnie narzeczeństwo z księciem Krzysztofem Radziwiłłem. To małżeństwo ułatwiło jej kontakt ze środowiskiem artystycznym i literackim. Urodziła córki: Marię i Teresę. Była kobietą wrażliwą i skomplikowaną o orientacji biseksualnej, zdominowaną przez męża, który nie krył przed nią swoich homoseksualnych upodobań. 
Cierpiała na depresję i problemy psychiczne. Coraz bardziej szukała oparcia w żarliwej religijności katolickiej. Przez wiele lat pisała Dzienniki, które pokazują jej talent i niebanalną osobowość. Małżeństwo z Iwaszkiewiczem okazało się udane, co potwierdził sam pisarz: „Właściwie mówiąc, nasze małżeństwo jest bardzo szczęśliwe, chyba najszczęśliwsze ze wszystkich, jakie znałem, bez żadnych wielkich dziur” (9 kwietnia 1966), „Zostaje we mnie uczucie radości i wdzięczności dla Hani [Anny], która stała się taka nudna i nieznośna, ale jest taka jedyna na świecie, gdybym jej nie spotkał, to co bym ja robił?” (25 marca 1974).
W czasie okupacji pomagała polskim Żydom, organizując ucieczki z getta i ukrywając ich w Stawisku. Za tę działalność została 21 stycznia 1988 wraz z mężem uhonorowana medalem Sprawiedliwy wśród Narodów Świata.
Za życia opublikowała niewiele, głównie eseje na temat twórczości Marcela Prousta, Josepha Conrada i Thomasa Manna (częściowo pod pseudonimem). Tłumaczyła głównie literaturę francuską (Marcel Proust, Michel Butor, Alain-Fournier, Juliusz Verne) oraz literaturę anglojęzyczną (Thomas Merton i Alfred North Whitehead). Pod koniec życia wydała książkę Nasze zwierzęta (1978). Jej najwybitniejszym dziełem są Dzienniki i wspomnienia (wydane 2000), zawierające cenne opisy życia w okresie międzywojennym oraz wspomnienia m.in. o Karolu Szymanowskim – krewnym męża Anny.

## Odniesienia w kulturze
Jest jedną z bohaterek powieści Stulecie Winnych Ałbeny Grabowskiej. W jej rolę w serialu o tym samym tytule wcieliła się Lidia Sadowa.